# Noc Naukowców

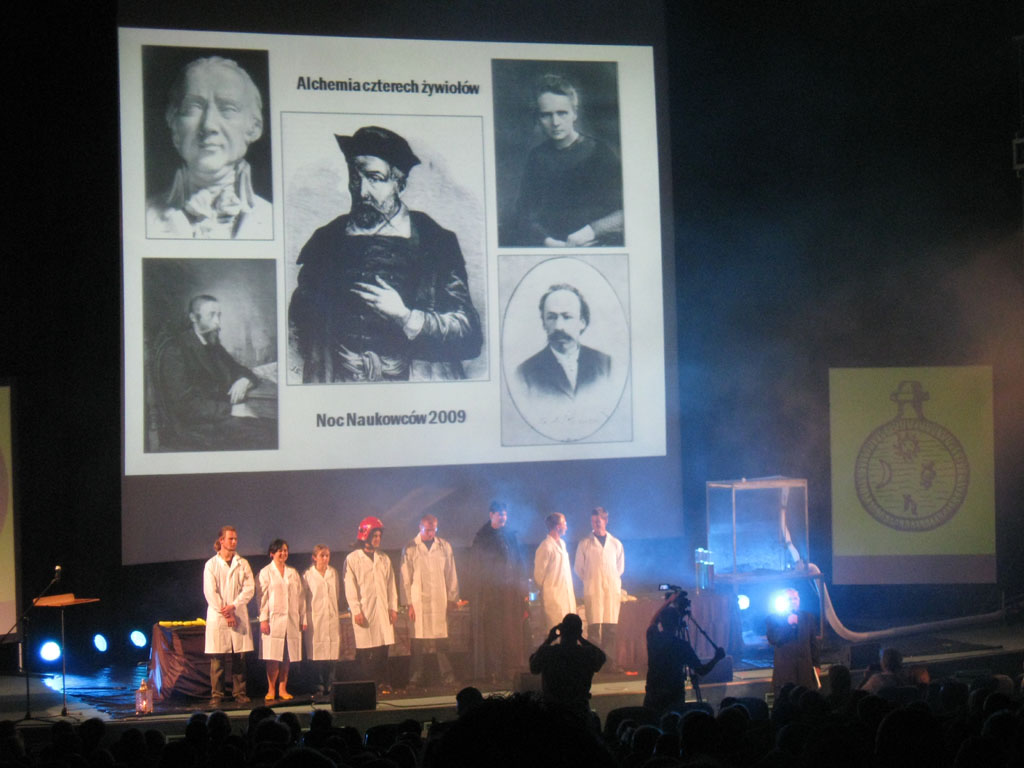
Pokaz "Alchemia Czterech Żywiołów" podczas Nocy Naukowców 2009 w Krakowie

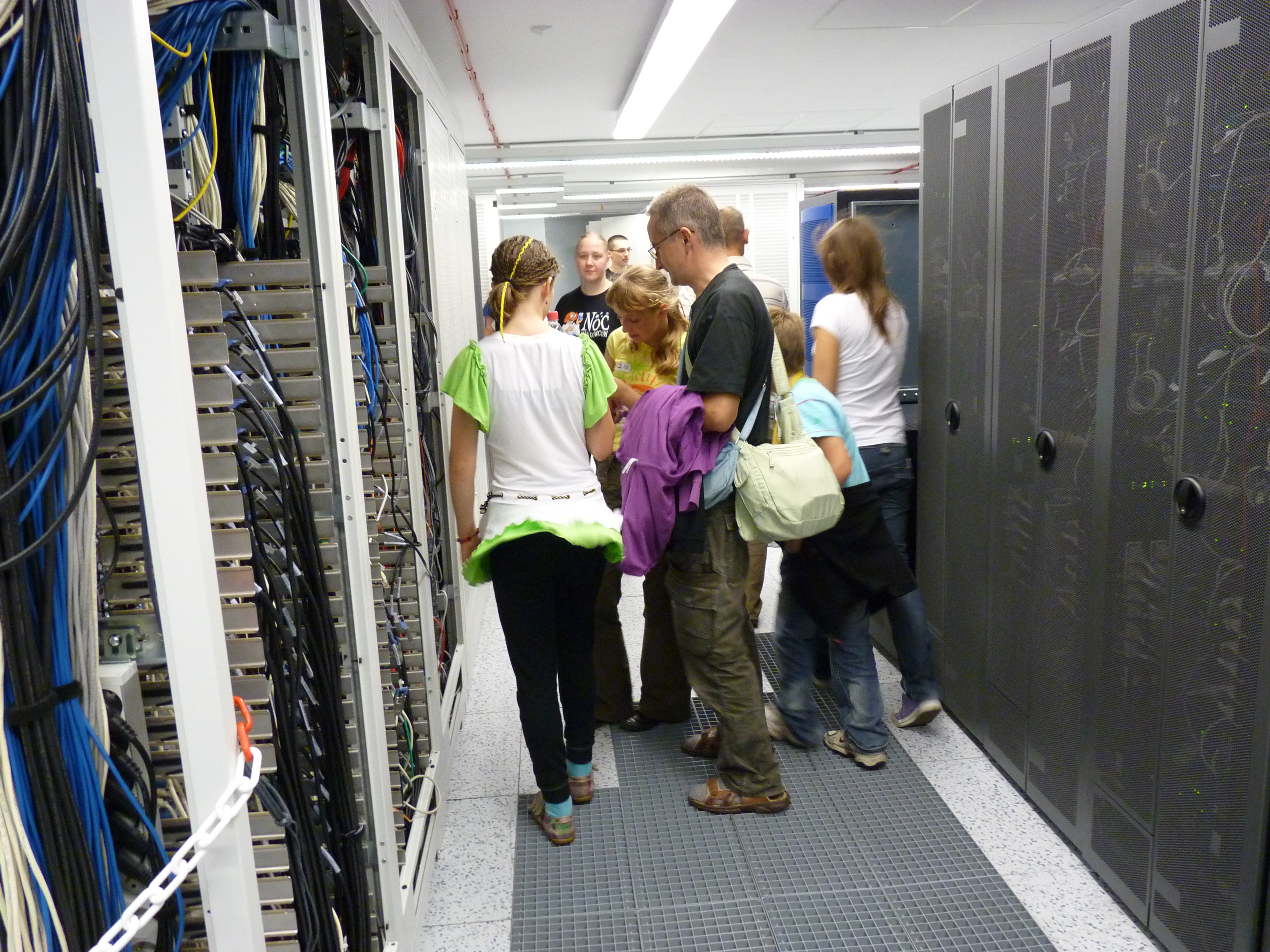
Zwiedzanie serwerowni Poznańskiego Centrum Superkomputerowo Sieciowego podczas Nocy Naukowców.

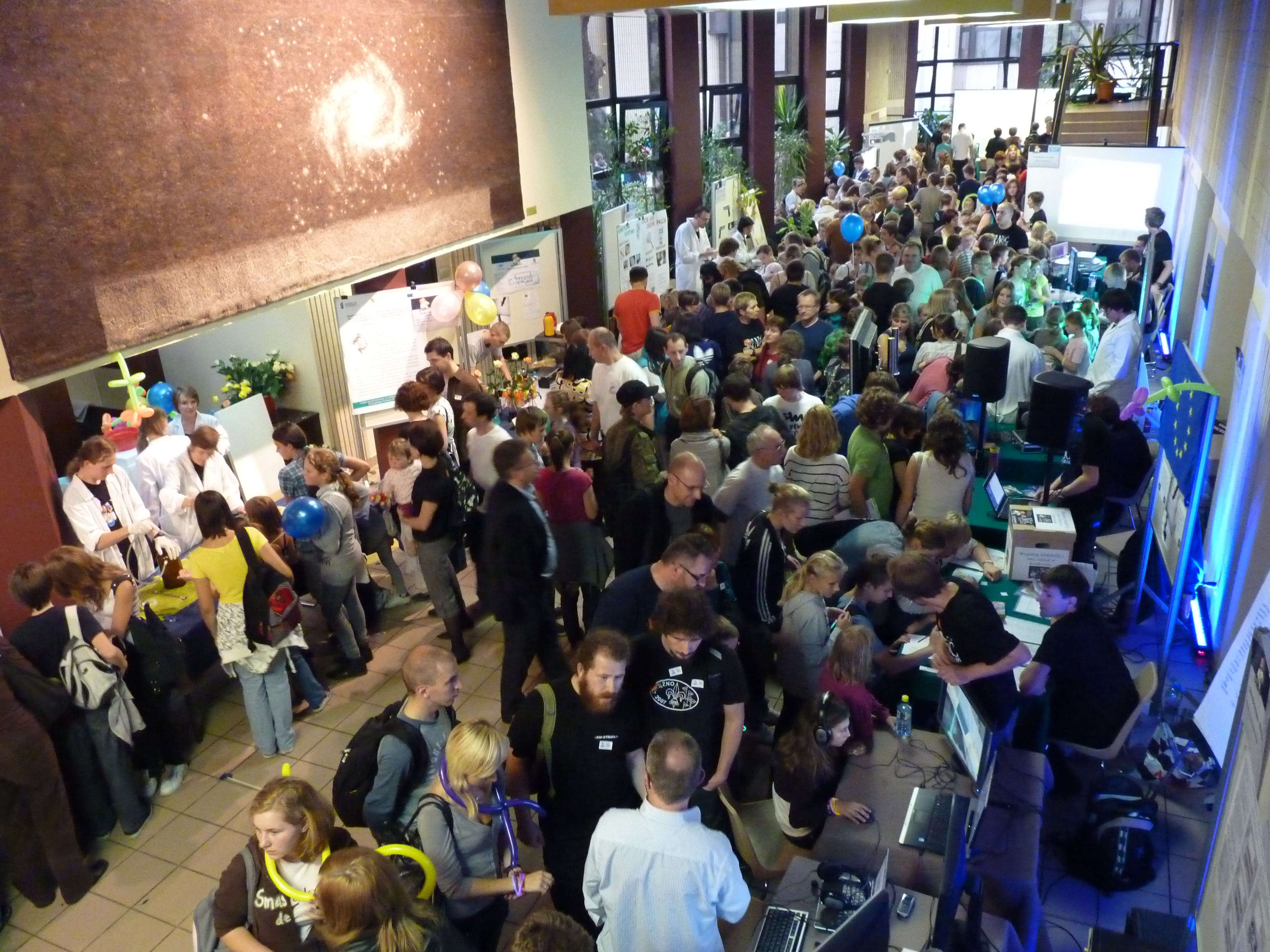
Noc Naukowców w Instytucie Chemii Bioorganicznej Polskiej Akademii Nauk w Poznaniu.

Noc Naukowców, Europejska Noc Naukowców (ang. European Researchers Night) – cykliczna od 2005 r., coroczna impreza popularnonaukowa finansowana z budżetu Unii Europejskiej. Noc Naukowców zainicjowana została w 2005 roku przez Komisję Europejską, odbywa się zawsze w ostatni piątek września, równocześnie we wszystkich krajach Unii Europejskiej.
W roku 2008 zaplanowana na 26 września. Odbyła się w około 200 miastach 28 krajów europejskich, finansowana jest z 7 Programu Ramowego. W Polsce odbyły się wystawy, konkursy, pokazy, wykłady, wycieczki itd. w: Krakowie, Tarnowie, Gliwicach, Poznaniu, Szczecinie, Olsztynie, Olecku, Giżycku, Ełku i Ostródzie.
W roku 2010 zaplanowana na 24 września w czterech miastach: Poznaniu, Toruniu, Krakowie i Katowicach.